# Distretto militare orientale
Il Distretto militare orientale (in russo Восточный военный округ?, Vostočiyj voennyj okrug) è un distretto militare delle Forze armate della Federazione Russa con base a Chabarovsk, capoluogo del territorio omonimo.
Le truppe e le formazioni militari del distretto sono schierate all'interno dei confini amministrativi di due circondari federali (l'Estremo Oriente e parte della Siberia) e i territori di 12 entità costitutive della Federazione Russa. 

## Storia
Il Distretto militare orientale è stato costituito il 1º dicembre 2010 in conformità con il decreto del Presidente della Federazione Russa del 20 settembre 2010 "Sulla divisione militare-amministrativa della Federazione Russa" sulla base del Distretto militare dell'Estremo Oriente e di parte delle truppe del Distretto militare siberiano, comprendendo anche il 3º Comando aereo (11ª Armata aerea dal 2015). Con la sua costituzione, il distretto ha ereditato due Ordini della Bandiera rossa e l'Ordine di Lenin dai distretti precedenti.
Nel dicembre 2018, il distretto ha ricevuto l'Ordine di Suvorov.
Nel gennaio 2022, formazioni della 29ª, 35ª e 36ª Armata combinata erano state avvistate in Bielorussia insieme al comando distrettuale. Questo trasferimento di truppe sarebbe servito il mese successivo con l'inizio dell'invasione dell'Ucraina.

## Composizione

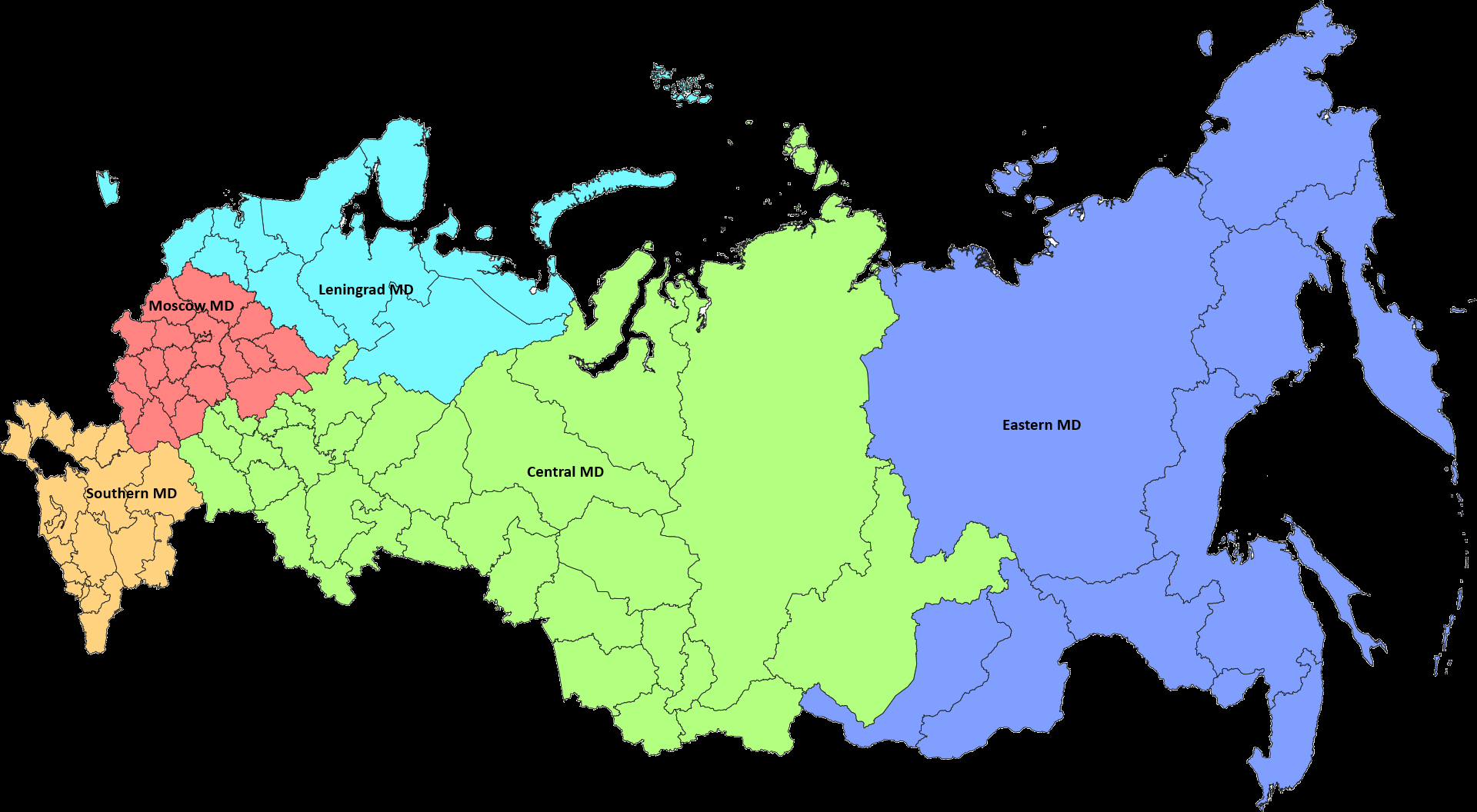
Mappa dei distretti militari russi del 2024;
Distretto militare orientale

Distretto militare orientale

### Forze terrestri
- 5ª Armata combinata delle guardie
  -  127ª Divisione fucilieri motorizzata
  -  57ª Brigata fucilieri motorizzata delle guardie "Krasnograd"
  -  60ª Brigata fucilieri motorizzata
  -  305ª Brigata artiglieria delle guardie "Gumbinnen"
  -  8ª Brigata missilistica contraerea "Šiauliai"
  -  20ª Brigata missilistica delle guardie "Berlino"
  - 80ª Brigata comando "Vicebsk"
  - 101ª Brigata logistica
  - 25º Reggimento difesa NBC delle guardie
  - 35º Reggimento genio
- 29ª Armata combinata delle guardie
  -  36ª Brigata fucilieri motorizzata delle guardie "Lozova"
  - 139ª Brigata d'assalto "Čeburaška"
  -  200ª Brigata artiglieria
  -  3ª Brigata missilistica
  -  140ª Brigata missilistica contraerea delle guardie "Barysaŭ"
  -  101ª Brigata comando "Khingan"
  - 104ª Brigata logistica
  - 19º Reggimento difesa NBC
  - 44º Reggimento genio
- 35ª Armata combinata
  -  38ª Brigata fucilieri motorizzata delle guardie "Vitebsk"
  -  64ª Brigata fucilieri motorizzata delle guardie
  -  69ª Brigata di copertura "Svir-Pomerania-Cosacchi dell'Amur"
  -  165ª Brigata artiglieria delle guardie "Praga"
  -  107ª Brigata missilistica delle guardie "Mazyr"
  -  71ª Brigata missilistica contraerea delle guardie
  - 54ª Brigata comando delle guardie
  - 103ª Brigata logistica
  - 35º Reggimento difesa NBC delle guardie
  - 65º Reggimento genio
- 36ª Armata combinata delle guardie
  -  5ª Brigata corazzata delle guardie "Tacinskaja"
  -  37ª Brigata fucilieri motorizzata delle guardie "Budapest-Cosacchi del Don-E. A. Ščadenko"
  -  30ª Brigata artiglieria
  - 35ª Brigata missilistica contraerea delle guardie
  -  103ª Brigata missilistica
  - 75ª Brigata comando delle guardie
  - 102ª Brigata logistica
  - 26º Reggimento difesa NBC delle guardie
  - 147º Reggimento genio
- 68º Corpo d'armata delle guardie
  -  18ª Divisione artiglieria mitragliera
  -  39ª Brigata fucilieri motorizzata delle guardie
- 14ª Brigata specnaz delle guardie (GRU)
- 338ª Brigata artiglieria lanciarazzi delle guardie "Daugavpils"
- 38ª Brigata missilistica contraerea delle guardie
- 41ª Brigata missilistica
- 7ª Brigata ferroviaria
- 14ª Brigata genio delle guardie "Baranavičy"
- 16ª Brigata difesa NBC delle guardie "Khingan"
- 17ª Brigata guerra elettronica delle guardie
- 50ª Brigata ferroviaria
- 104ª Brigata comando "Cluj"
- 106ª Brigata comunicazioni
- Flotta del Pacifico
  -  40ª Brigata fanteria di marina delle guardie "Krasnodar-Harbin"
  -  155ª Brigata fanteria di marina delle guardie "Kursk"
  - 72ª Brigata missilistica costiera
  - 520ª Brigata artiglieria missilistica costiera
  - 1532º Reggimento missilistico contraereo

### Forze aviotrasportate
- 11ª Brigata d'assalto aereo delle guardie
- 83ª Brigata d'assalto aereo delle guardie

### Forze aerospaziali
- 11ª Armata aerea e di difesa aerea delle guardie
  - 25ª Divisione difesa aerea "Komsomol'sk"
  - 26ª Divisione difesa aerea delle guardie "Iași"
  - 93ª Divisione difesa aerea
  - 303ª Divisione aerea mista "Smolensk"
  - 18ª Brigata aerea dell'esercito delle guardie
  -  120º Reggimento aviazione mista delle guardie
  - 266º Reggimento aviazione d'assalto delle guardie "Repubblica Popolare Mongola"
  - 35º Reggimento aviazione mista da trasporto
  -  112º Reggimento elicotteri
  - 319º Reggimento elicotteri "V. I. Lenin"
  - 799º Squadrone aviazione da ricognizione

## Comandanti
Il comandante del VVO controlla tutte le formazioni militari dei diversi reparti delle forze armate russe di stanza del distretto, ad eccezione delle forze missilistiche strategiche e delle forze di difesa aerospaziale. Le formazioni militari delle truppe interne del ministero degli Interni, le truppe di frontiera dell'FSB, del ministero delle situazioni di emergenza e altri ministeri e agenzie della Russia, che svolgono compiti nel territorio del distretto, sono anche subordinate operativamente al comandante del VVO.
Dall'istituzione del distretto, i comandanti sono stati:
- Ammiraglio Kostantin Sidenko (2010 - 2013)[4]
- Colonnello generale Sergej Surovikin (2013 - 2017)
- Tenente generale Aleksandr Lapin (aprile - novembre 2017) ad interim
- Colonnello generale Aleksandr Žuravlëv (2017 - 2018)[5]
- Colonnello generale Gennadij Židko (2018 - 2021)
- Colonnello generale Aleksandr Čajko (2021 - maggio 2022)
- Colonnello generale Rustam Muradov (maggio 2022 - aprile 2023)
- Tenente generale Michail Nosulev (6 aprile 2023 - 20 aprile 2023) ad interim[6]
- Colonnello generale Andrej Kuzmenko (2023 - 2024)
- Tenente generale Aleksandr Sančik (maggio - novembre 2024) ad interim
- Colonnello generale Andrej Ivanaev (2024 - in carica)[7]